# Aquino
Aquino là một đô thị thuộc tỉnh Frosinone trong vùng Lazio của Ý. Thánh Thomas d'Aquin sinh ra tại Aquino vào năm 1225. Aquino có diện tích 19 km², dân số thời điểm 31 tháng 12 năm 2004 là 5301 người. Đô thị này giáp các đô thị sau: Castrocielo, Piedimonte San Germano, Pignataro Interamna, Pontecorvo.